# 克氏纖毛寄居蟹
克氏纖毛寄居蟹（学名：Ciliopagurus krempfi）为活額寄居蟹科纖毛寄居蟹屬下的一个种。